# Tơ đjếp
Tơ đjếp là nhạc cụ hơi có lưỡi gà rung tự do, phổ biến ở một số dân tộc vùng Tây Nguyên Việt Nam. Cái tên của nó xuất phát từ tiếng Ba Na, về sau trở nên quen thuộc với nhiều dân tộc.
Tơ đjếp làm bằng 1 đoạn sừng trâu hình cái phễu cong, dài từ 25 đến 30 cm. Âm thanh tơ đjếp không chuẩn cao độ, âm sắc rè, đục và giòn như pha trộn âm sắc của tù và khèn.
Nhạc cụ này có hai đầu hở (phần nhọn của sừng được cắt bỏ). Ở giữa lòng cong của nó khoét một lỗ hình chữ nhật với cạnh ngắn 0,8 cm và cạnh dài 2,5 cm, chung quanh hình có một gờ cao 0,5 cm bằng sáp ong. Trên mặt gờ là một miếng đồng mỏng chứa lưỡi bịt kín lỗ hình chữ nhật lại.
Người ta cầm ngang sừng tơ đjếp, đưa đầu nhỏ về phía bên trái, miệng ngậm kín mấu sáp ong gắn lưỡi gà rồi thổi. Ngón cái của tay trái bịt, mở phần đầu ống nhỏ, còn những ngón khác giữ thân nhạc cụ. Lòng bàn tay phải bịt, mở phần đầu to của sừng. Kết quả âm thanh sẽ phát ra có cao độ khác nhau khi phối hợp bịt, mở cả hai đầu sừng. Nếu bịt, mở nhanh một đầu âm thanh sẽ có dạng láy rền (trille).
Tơ đjếp là nhạc cụ do nam giới sử dụng để thông tin với nhau hoặc dùng trong lễ hội, kiêng dùng trong nhà và không tham gia hòa tấu với những nhạc cụ khác.
Tơ đjếp là nhạc cụ đặc trưng của người Gia Rai và vài dân tộc khác. Người Rơ Măm gọi nó là jặp, người Êđê gọi là Kly Pă, người Hà Lang gọi là Tơ diết, còn người Stră gọi là Đuđea.